# Радикальная революция (1905)
Радикальная революция 1905 года (исп. Revolución radical de 1905) — восстание, организованное в 1905 году Гражданским радикальным союзом, возглавляемым Иполито Иригойеном, против правительства Аргентины с требованием свободных и демократических выборов.

## Подготовка
В феврале 1904 года реорганизованный Национальный комитет Гражданского радикального союза объявил о неучастии в предстоящих выборах депутатов парламента и президента и объявил о переходе к вооруженной борьбе, призывая своих сторонников «...настойчиво бороться до тех пор, пока радикально не изменится эта ненормальная и опасная ситуация, средствами, которые вдохновляет ваш патриотизм». Радикалы действовали в условиях большой секретности, но, несмотря на это, правительство было в курсе ситуации. Когда некоторые заговорщики были обнаружены и арестованы, революционная хунта отложила начало восстания до 4 февраля 1905 года.

## Ход революции
Вспыхнувшее в ночь с 3 на 4 февраля восстание охватило Буэнос-Айрес, Кордову, Санта-Фе, Мендосу, Баия-Бланку. Оно стало одним из самых важных восстаний, пережитых республикой, из-за количества вовлеченных в него солдат и гражданских активистов. Президент Мануэль Кинтана применил против повстанцев ту же тактику, что и в 1893 году: для подавления радикального восстания было введено осадное положение по всей стране на девяносто дней.
В федеральной столице движение сразу же потерпело неудачу, хотя радикалы захватили некоторые полицейские участки. Революционерам не удалось захватить военный арсенал Буэнос-Айреса. Войска, верные правительству, под командованием генерала Карлоса Смита, начальника штаба армии, и полиция вытеснили радикалов и вскоре вернули полицейские участки.
Тем временем в Кордове к полудню 4 февраля движение одержало победу, но будучи изолированным оно просуществовало недолго. В Росарио поднялись 3-й артиллерийский и 9-й пехотный полки и продержались до пяти часов дня 4 февраля. Когда они узнали о провале революции в Буэнос-Айресе, то прекратили восстание.
В Мендосе повстанцы забирали из национального банка 300 000 песо и атаковали казармы, а затем продолжали боевые действия до 8 февраля.
Восставшие солдаты в Баия-Бланке не нашли поддержки в городе и, сев в поезд, двинулись в Буэнос-Айрес. Правительственные войска готовились его перехватить. Когда солдаты-повстанцы узнали, что в столице восстание уже подавлено, то на станции Пировано подняли мятеж против своих руководителей и перебили их.

## Результаты
Правительство президента Мануэля Кинтаны арестовало и приказало судить повстанцев, которые были приговорены к тюремному заключению на срок до 8 лет и отправлены в тюрьму в Ушуайя. После подавления восстания правительство начало репрессии, арестовав не только радикалов, участвовавших в событиях, но и членов профсоюзов, анархистов и социалистов. Иригойен был взят под стражу и на показании в федеральном суде взял на себя полную ответственность за движение. После непродолжительного допроса его отпустили под залог. 
Революция потерпела поражение, но убедила многих аргентинских лидеров в необходимости внесения глубоких изменений в политическую систему страны. В 1906 году, после смерти президента Кинтаны и вступления в должность вице-президента Хосе Фигероа Алькорты, конгресс издал Закон № 4939 об общей амнистии всех участников революции 1905 года. В 1912 году всем мужчинам были предоставлены избирательные права, чего на протяжении двух десятилетий добивались радикалы. В 1916 году Иполито Иригойен был избран президентом Аргентины.